# کوه لیچه
کوه لیچه کوهی با ارتفاع حدود ۲۸۷۸ متر در استان البرز و جنوب شرقی سد امیرکبیر یا کرج است. این کوه یکی از سرچشمههای رودخانه کن می باشد.این کوه بخاطر شیب زیاد موجب لیز خوردن کوهنوردان در هنگام صعود می شود .نام این هم از این ویژگی ذاتی لیز بودن گرفته شده است.هیچ گونه چشمه و آب خوراکی در این کوه یافت نمی شود . می توان از روستای واریش و روستای کند به قله این کوه رسید 